# Décimo Júnio Bruto Esceva
Décimo Júnio Bruto Esceva (em latim: Decimus Iunius Brutus Scaeva) foi um político da gente Júnia nos primeiros anos da República Romana eleito cônsul por duas vezes, em 325 e 292 a.C., com Lúcio Fúrio Camilo e Quinto Fábio Máximo Gurges respectivamente. Foi escolhido pelo ditador Quinto Publílio Filão como seu mestre da cavalaria (magister equitum) em 339 a.C., durante a Segunda Guerra Latina.

## Primeiro consulado (325 a.C.)
Foi eleito cônsul em 325 a.C. com Lúcio Fúrio Camilo. No início da Segunda Guerra Samnita, Décimo Júnio ficou responsável pela campanha contra os vestinos, enquanto Lúcio Fúrio foi encarregado de enfrentar diretamente os samnitas, mas não conseguiu fazê-lo por ter ficado muito doente. Por causa disto, o Senado nomeia Lúcio Papírio Cursor como ditador.
Décimo Júnio saqueou o território dos vestinos, tentando forçar uma batalha campal na qual os romanos, apesar de pesadas baixas, levaram a melhor. Não satisfeito com a vitória, o cônsul tomou ainda as cidades de Cutina e Cingilia, entregando aos soldados todo o butim saqueado.

## Segundo consulado (292 a.C.)
Foi eleito novamente em 292 a.C., desta vez com Quinto Fábio Máximo Gurges, um ano no qual Roma foi assolada por uma terrível epidemia. Espúrio Carvílio Máximo, cônsul no ano anterior, foi nomeado legado junto ao cônsul Décimo Júnio. Segundo o relato tardio de Aurélio Vítor, Quinto Ogúlnio Galo liderou uma delegação romana enviada para pedir a ajuda dos deuses no santuário de Esculápio, em Epidauro, no Peloponeso. Segundo o relato, uma serpente teria saído da base da estátua do deus e se abrigado a bordo de um dos navios romanos. Quando a delegação retornou, a serpente abandonou o navio e nadou pelo Tibre até a Ilha Tiberina, onde foi edificado um Templo de Esculápio e a epidemia acabou.